# Chrysochlamys myrcioides
Chrysochlamys myrcioides är en tvåhjärtbladig växtart som beskrevs av Jules Émile Planchon och Triana. Chrysochlamys myrcioides ingår i släktet Chrysochlamys och familjen Clusiaceae. Inga underarter finns listade i Catalogue of Life.